# 皮特羅一世 (薩伏依)
皮特羅一世（義大利語：Pietro I di Savoia，约1048年—1078年8月9日）是薩伏依的奧東之子，薩伏依伯爵（1060年—1078年）。
皮特羅一世娶亞奎丹公爵威廉七世的女兒阿格尼絲，兩人有兩個女兒。皮特羅去世後弟弟阿梅迪奧二世繼位。